# Refuge faunique national de Three Arch Rocks
 (décembre 2023).
Three Arch Rocks National Wildlife Refuge est un refuge faunique national des États-Unis situé au large de la côte nord de l’Oregon. C’est l’un des six National Wildlife Refuges du Oregon Coast National Wildlife Refuge Complex et le premier National Wildlife Refuge créé à l’ouest du fleuve Mississippi (1907). En 1970, le refuge a été désigné comme une zone sauvage (wilderness area). C’est l’une des plus petites zones sauvages des États-Unis.

## Géographie
Three Arch Rocks s'étend sur six hectares sur trois grandes et six petites îles rocheuses situées à environ un kilomètre au large d'Oceanside. Il s'agit de l'une des plus petites zones de nature sauvage désignées aux États-Unis, mais elle abrite la plus grande colonie de macareux huppés reproducteurs et la plus grande colonie de guillemots de Troïl au sud de l'Alaska. Il s'agit du seul site de mise bas dans le Bord de l'Oregon pour le Lion de mer de Steller, une espèce menacée.

## Histoire

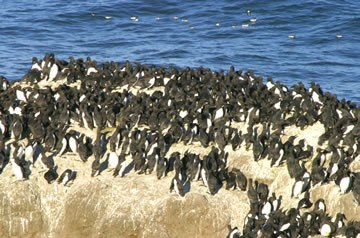
Colonie de guillemots de Troïl à Three Arch Rocks.

Le refuge a été créé par le président Theodore Roosevelt après avoir été persuadé par deux jeunes défenseurs de l'environnement –William L. Finley et Herman Bohlman– qui ont étudié et photographié Three Arch Rocks depuis Oceanside à partir de 1901. Ils ont enregistré des chasseurs tuant des dizaines d’otaries à la fois pour leur peau et leur huile, et des sportifs tirant sur des oiseaux de mer uniquement pour le sport. En raison de la rareté des élevages de poulets régionaux à l'époque, les œufs d'oiseaux de mer coûtaient jusqu'à un dollar la douzaine, encourageant la récolte des œufs et réduisant la population des colonies d'oiseaux. Finley et Bohlman ont suggéré à Roosevelt un refuge faunique pour protéger les populations en déclin et assurer la survie des populations d'oiseaux et de mammifères marins. Roosevelt a déclaré la région de Three Rocks réserve nationale de faune en 1907. En 1970, le Congrès des États-Unis a désigné le Refuge comme une zone sauvage. En 1994, on y a observé un groupe de deux ou trois baleines franches du Pacifique Nord, la plus rare et la plus menacée de toutes les grandes baleines.

## Protection

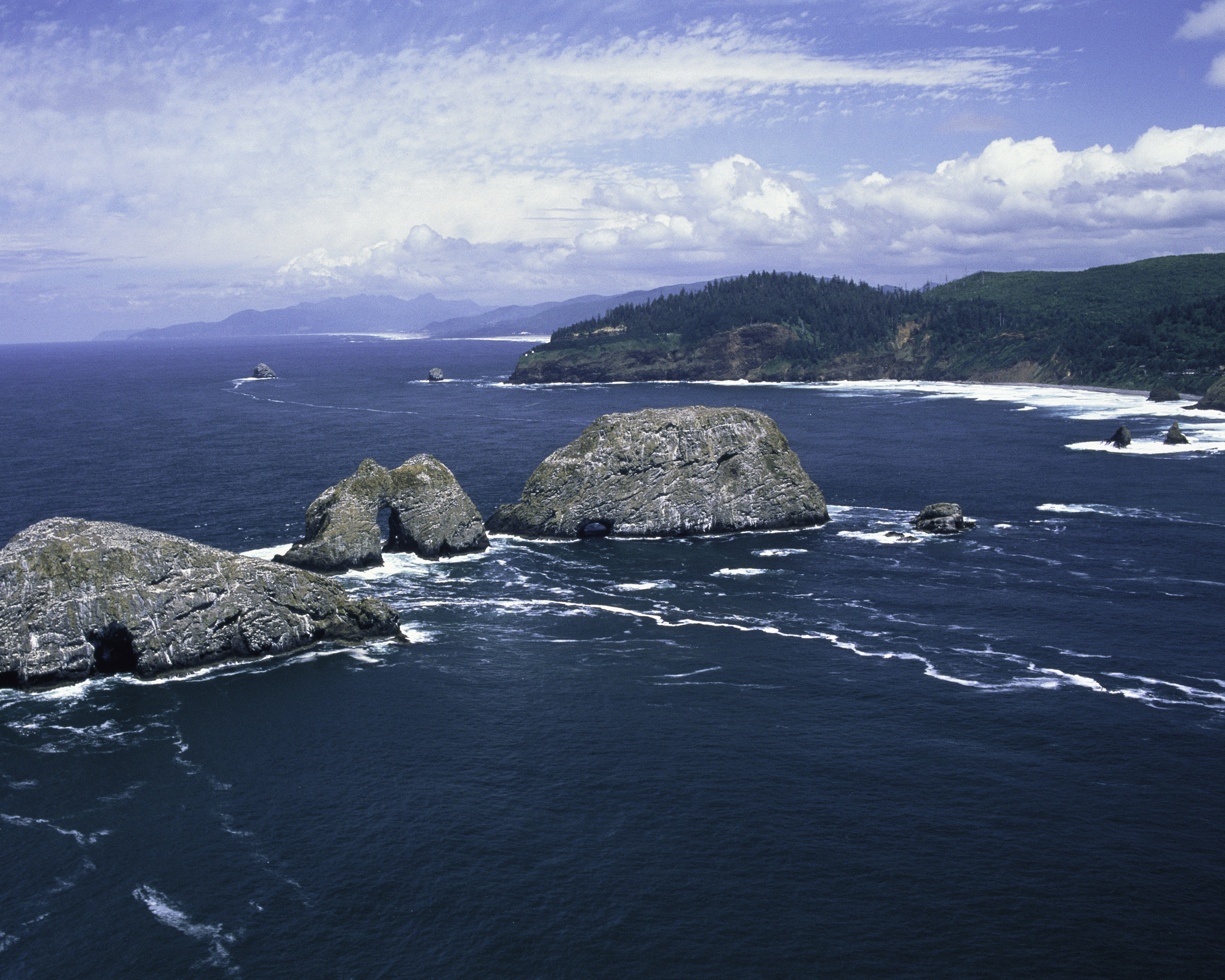
Vue du sud.

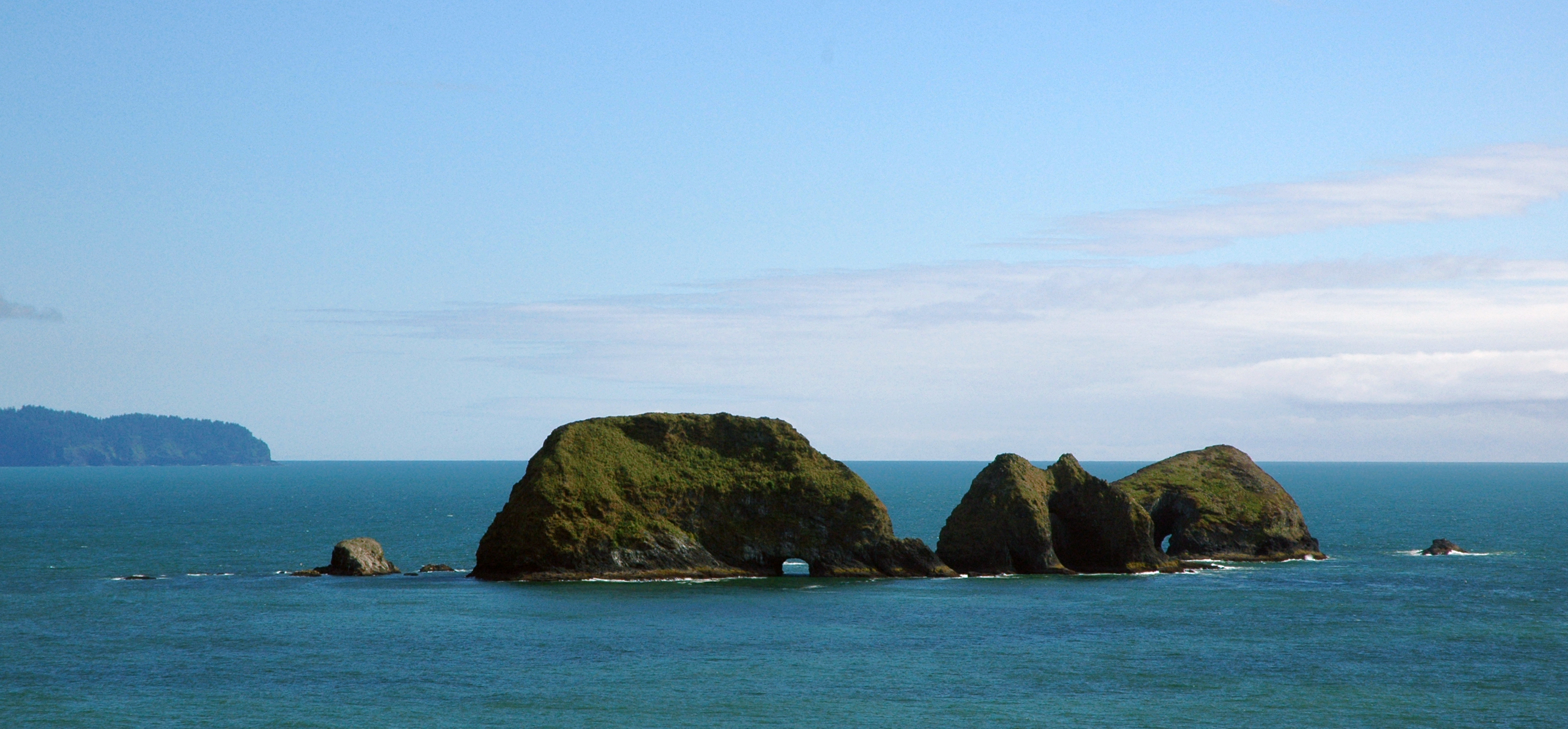
Vue depuis le phare de Cape Meares.

Le refuge Three Arch Rocks a assuré la protection de la plus grande colonie nicheuse d'oiseaux marins de l'Oregon, comptant plus de 230 000 oiseaux, depuis le 14 octobre 1907. L'ensemble du complexe de la réserve faunique nationale de la côte de l'Oregon protège plus d'un million d'oiseaux marins nicheurs, notamment des guillemots communs, des macareux huppés, des cormorans et des pétrels tempête.

## Accès
Les îles sont fermées à l'accès du public. Les bateaux doivent rester à au moins 150 m de la côte pendant les mois d'été, et les avions doivent se maintenir à au moins 600 m d'altitude. La zone est gérée par le Fish and Wildlife Service des États-Unis.

## Voir également
- Liste des réserves fauniques nationales de l'Oregon
- Loi sur la nature sauvage (Wilderness Act)